# Ксиламидин
Ксиламидин — лекарство, которое действует как антагонист серотониновых рецепторов подтипа 5HT2A и, в меньшей степени, 5-HT1A. Ксиламидин не преодолевает ГЭБ, что делает его удобным для блокирования периферических серотонинергических реакций (в частности, со стороны сердца и сосудов) и желудочно-кишечного тракта, без вызывания таких центральных эффектов блокады 5-HT2A, как сонливость и седация, или снижения эффективности одновременно применяемых центральных 5-HT2A-агонистов.